# Simón Méndez Ferrer
Simón Méndez-Ferrer (Sevilla, 1976) es un biólogo y fisiólogo español especialista en células troncales hematopoyéticas.

## Datos biográficos, académicos e investigación
Nacido en el seno de una familia de tradición médica. Su abuelo junto a su abuela fundaron en 1954 la Clínica de Fátima de Sevilla. Su familia sigue siendo actualmente la que gestiona dicha clínica. Simón Méndez está casado y tiene tres hijos.
Méndez-Ferrer obtuvo se licenció en Ciencias Biológicas en 1998 en la Universidad de Sevilla donde se doctoró en 2004 con la tesis doctoral Trasplante de cuerpo carotídeo en modelos animales de enfermedad de parkinson, desarrollada en el Departamento de Fisiología Médica y dirigida por José López-Barneo y Juan José Toledo-Aral. En la tesis caracterizó propiedades del cuerpo carotídeo con interés potencial para planificar estrategias terapéuticas en diversos procesos neurodegenerativos basadas en la liberación biológica de catecolaminas y factores neurotróficos.
Durante el período 2006 a 2009 desarrolló su trabajo posdoctoral en el laboratorio del Dr. Paul S. Frenette en Mount Sinai School of Medicine (Nueva York) donde demostró que el tráfico de células troncales hemopoyéticas entre la médula ósea y la sangre estaría regulado por ritmos circadianos determinando además los mecanismos subyacentes.
Posteriormente su trabajo como Assistant Professor en Mount Sinai School of Medicine durante los años 2009 y 2010 permitió identificar las células troncales mesenquimales autorrenovables utilizando la expresión de la nestina y determinó su importante papel en el nicho hemopoyético.
A finales del año 2012 Méndez-Ferrer se incorporó al CNIC. Sus trabajos están financiados a través del Programa Ramón y Cajal.

## Publicaciones
Pueden consultarse algunos de los artículos de Méndez-Ferrer en 'PubMed.gov'.
Entre sus publicaciones destaca:
- Méndez-Ferrer S, Michurina TV, Ferraro F, Mazloom AR, Macarthur BD, Lira SA, Scadden DT, Ma'ayan A, Enikolopov GN, Frenette PS., Mesenchymal and haematopoietic stem cells form a unique bone marrow niche. Nature. 2010 Aug 12;466(7308):829-34. (Department of Medicine, Mount Sinai School of Medicine, New York, New York 10029, USA).[6]

## Premios y honores
- 2012 - Reconocimiento del Instituto Médico Howard Hughes como uno de los 28 científicos del mundo con mayor potencial.